# Radoslav Kvapil
Radoslav Kvapil (Brno, 15 marzo 1934) è un pianista e compositore ceco.
È considerato uno dei migliori esponenti della musica classica ceca.
Nel 1958 ha vinto il premio Leoš Janáček in Cecoslovacchia.
Ha inciso l'opera completa per pianoforte di Antonín Dvořák (Supraphon), Leoš Janáček (Panton / Adda) e Jan Václav Voříšek (Supraphon), nonché i primi due volumi di quella di Bohuslav Martinú (Adda). Ha inciso inoltre gli Studi di Fryderyk Chopin (coproduzione Amat/Jean-Pierre Thiollet, 1999).